# Li Chuncheng
Li Chuncheng (chinesisch 李春城; * April 1956 in Haicheng, Provinz Liaoning) ist ein chinesischer Politiker der Kommunistischen Partei Chinas (KPCh), der unter anderem von 2001 bis 2003 Bürgermeister von Chengdu und zwischen 2003 und 2011 Sekretär des Stadtkomitees der KPCh von Chengdu war. Zuletzt war er von 2011 bis 2012 stellvertretender Sekretär des Provinzkomitees von Sichuan und wurde daraufhin im Dezember 2012 von der Zentralen Disziplinarkommission der Partei Chinas wegen mutmaßlicher Disziplinarverstöße beschuldigt und war damit der erste Beamte auf Provinz- und Ministerebene und Mitglied des Zentralkomitees der KPCh, gegen den nach dem XVIII. Parteitag im November 2012 im Rahmen der Antikorruptionskampagne unter Xi Jinping ermittelt wurde.

## Leben
Li Chuncheng, Angehöriger des Han-Volkes, wurde zum Ende der Kulturrevolution im Rahmen der sogenannten „Runter aufs Land-Bewegung“ von 1973 bis 1975 zum Arbeitseinsatz nach Shuangcheng entsandt, einem Stadtbezirk von Harbin. Im Anschluss begann er 1975 ein Studium mit dem Schwerpunkt Mikro- und Spezialelektromotoren und -teuerungen an der Polytechnischen Universität Harbin, welches er 1978 beendete. 1978 wurde er Mitglied der KPCh und war zwischen 1978 und 1980 als Lehrassistent für Elektromechanik und Steuerungselektrik an der Polytechnischen Universität Harbin, ehe er dort von 1980 bis 1983 ein postgraduales Studium mit dem Schwerpunkt Mikro- und Spezialelektromotoren und -Steuerungen absolvierte. Im Anschluss war er von 1983 und 1984 als Lektor sowie zwischen 1984 und 1985 als stellvertretender Sektionsforscher des Parteikomitees der Polytechnischen Universität Harbin tätig, ehe von 1985 bis 1987 stellvertretender Leiter der Organisationsabteilung des Parteikomitees der Universität war. Als solcher war er zugleich zwischen 1986 und 1987 Mitglied des Parteikomitees der Universität.
Nachdem Li von 1987 bis 1988 stellvertretender Sekretär war, fungierte er zwischen 1988 und 1992 als Sekretär des Kommunistischen Jugendverbandes (KJVC) von Harbin. Zugleich fungierte er von 1988 bis 1992 als Sekretär des Parteikomitees der KPCh dieser Provinzunmittelbaren Stadt. Danach war er von 1992 bis 1995 stellvertretender Sekretär des Parteikomitees von Taiping, einer Großgemeinde im Harbin-Stadtbezirk Daoli und ferner zeitgleich Chef der Volksregierung von Harbin. Er war von 1996 bis 1997 wieder Sekretär des Stadtkomitees der KPCh von Harbin und absolvierte dort zugleich einen Studiengang für junge Parteikader. Nachdem er 1997 kurzzeitig Mitglied des Ständigen Ausschusses des Stadtparteikomitees von Harbin war, war er zwischen 1997 und 1998 zunächst Vizebürgermeister von Harbin und daraufhin von 1998 bis 2000 Vizebürgermeister von Chengdu. Er fungierte als Nachfolger von Yang Yunhong von 2000 bis zu seiner Ablösung durch Xu Bo im Januar 2001 als Sekretär des Parteikomitees von Luzhou und wurde daraufhin im Januar 2001 Vizebürgermeister sowie als Nachfolger von Wang Rongxuan zunächst kommissarischer Bürgermeister und kurz darauf Bürgermeister von Chengdu und bekleidete dieses Amt bis Juni 2003, woraufhin Ge Honglin ihn ablöste. Zugleich war er zwischen 2001 und 2003 in Personalunion stellvertretender Sekretär des Stadtkomitees der KPCh von Chengdu und 2003 auch Vorsitzender des Ständigen Ausschusses des Volkskongresses dieser Provinzunmittelbaren Stadt.
Auf dem XVI. Parteitag der Kommunistischen Partei Chinas im November 2002 wurde er Kandidat des Zentralkomitees (ZK der KPCh) und behielt diese Funktion bis Oktober 2007. Als Nachfolger von Wang Rongxuan fungierte er von Juni 2003 bis zu seiner Ablösung durch Huang Xinchu im November 2011 als Sekretär des Stadtkomitees der KPCh von Chengdu und wurde 2003 auch Mitglied des Ständigen Ausschusses des Parteikomitees der Provinz Sichuan. Im September 2011 übernahm er von Li Chongxi als stellvertretender Sekretär des Provinzkomitees der KPCh von Sichuan und war damit bis zu seiner Ablösung im Dezember 2012 durch Wei Hong Stellvertreter des damaligen Parteisekretärs der Provinz Sichuan Liu Qibao. Auf dem XVIII. Parteitag wurde er im November 2012 abermals Kandidat des ZK der KPCh.
Im Dezember 2012 wurde gegen ihn von der Zentralen Disziplinarkommission der Partei wegen Verdachts auf Disziplinarverstöße ermittelt. Er wurde damit der erste Beamte auf Provinz- und Ministerebene und Mitglied des ZK der KPCh, gegen den nach dem XVIII. Parteitag im November 2012 im Rahmen der Antikorruptionskampagne unter Xi Jinping ermittelt wurde. Im April 2014 beschloss das Zentralkomitee der KPCh, Li Chuncheng aus der Partei und aus seinen öffentlichen Ämtern endgültig auszuschließen, sein illegales Einkommen zu beschlagnahmen und seine mutmaßlichen Straftaten sowie das damit verbundene Geld und Eigentum den Justizbehörden zur Bearbeitung zu übergeben. Im Februar 2015 wurde sein Fall des Verdachts auf Bestechung und Machtmissbrauch von der Obersten Volksstaatsanwaltschaft geprüft und zur Prüfung und Strafverfolgung an die Volksstaatsanwaltschaft der Stadt Xianning in der Provinz Hubei übergeben. Im März reichte die Volksstaatsanwaltschaft eine öffentliche Klage beim Mittlere Volksgericht der Stadt ein. Das Gericht stellte im Verfahren fest, dass Li Chuncheng von 1999 bis 2012 seine Positionen genutzt hatte, um anderen direkt zu helfen oder selbst illegal Eigentum für sich, seine Frau und andere von insgesamt mehr als 39,79 Millionen Renminbi-Yuan zu erwerben. Im Oktober 2015 verkündete das Mittlere Volksgericht ein Urteil im Fall der Annahme von Bestechungsgeldern und Machtmissbrauch gegen Li Chuncheng, wonach er zu 13 Jahren Gefängnis verurteilt und sein persönliches Eigentum beschlagnahmt wurde.

## Weblink
- Li Chuncheng (chinavitae.com) (Memento vom 21. März 2020 im Internet Archive)